# Estação Paraitinga
A Estação Paraitinga é uma estação ferroviária pertencente ao Ramal Mairinque-Santos da antiga EFS.
Foi inaugurada em 1939 e localiza-se no município de Praia Grande-SP.
A estação já recebeu passageiros entre 1939 e 1997, época em que operava os trens de longo percurso da Sorocabana e posteriormente da Fepasa, entre Mairinque e Santos, e mais tarde, entre Embu Guaçu e Santos.
A partir de maio de 1978, essa estação passou a ser ponto de partida do Ramal de Perequê, que liga a Linha Mairinque-Santos a Linha Santos-Jundiaí, para levar trens de carga para junto da Cosipa e do polo petroquímico de Cubatão.
A partir de 1997, a estação deixou de atender passageiros, porém na região ainda circulam os trens de carga da Rumo Logística, pois ali se localiza o Pátio de Paraitinga.
Os trens de carga circularam na linha original que ia para Santos por Samaritá e Ana Costa até 2008, quando esse trecho deixou de ser utilizado e posteriormente, foram retirados os trilhos no trecho entre Paraitinga e Samaritá, e o resto foi abandonado.
A estação passou por várias administrações, como a Estrada de Ferro Sorocabana (1939-1971), Fepasa (1971-1998), Ferroban (1998-2006) e pela Rumo Logística (Antiga ALL).